# Lidová Redlová
Lidová Redlová (2022) je hudební album Lucie Redlové. Obsahuje 11 písniček a kombinuje lidové písně a autorské písně složené v lidovém duchu.
Jedná se o čtvrté album Redlové, ale dříve texty písní nepsala, zhudebňovala texty jiných textařů. Po roce 2019 ale napsala několik písniček v lidovém duchu a začala vznikat tato kolekce. První singl alba, píseň Kamarádko moje, napsala o Jitce Šuranské bezprostředně po její smrti. Píseň Hudci je věnovaná Davidu Stypkovi. Vodo moja je reakce na kauzu otrávení vody v Bečvě.
K singlům Kamarádko moje a Vodo moja vznikly i klipy, další klip, tentokrát na píseň Prší déšť, měl premiéru v květnu 2023.
Píseň Horehronka vyšla už v roce 2004 na albu Meziřečí skupiny Docuku, kde tehdy Redlová hrávala.

## Seznam písní
1. Vodo moja – 4:00 (Lucie Redlová, Jiří Hradil / Jakub Horák)
2. Já su od Lidečka – 1:40 (moravská lidová)
3. Za co, Bože, za co – 3:29 (Lucie Redlová)
4. Kamarádko moje – 2:47 (Lucie Redlová)
5. Fialečka – 4:16 (slovenská lidová)
6. Poďme spať – 2:22 (slovenská lidová)
7. Prší déšť – 2:46 (moravská lidová)
8. Rozmilý – 2:21 (Lucie Redlová / Marek Vojtěch)
9. Vdávala bych sa – 1:38 (lidová)
10. Hudci – 2:55 (Lucie Redlová)
11. Horehronka – 2:10 (slovenská lidová)